# Aprepitant
Aprepitant (Emend (US, EU)) es un compuesto químico antiemético que pertenece a unas sustancias químicas llamadas substancias P antagonistas (SPA). Sus efectos vienen creados por el bloqueo del receptor neurokinin 1 (NK1).
Aprepitant es fabricado por Merck & Co. con el nombre comercial  Emend con el fin de prevenir las náuseas y vómitos inducidos por la quimioterapia y para la prevención de náuseas y vómitos relacionados con el postoperatorio. En el año 2003 fue aprobado por la FDA.  
El Aprepitant también puede ser útil para el tratamiento del síndrome de vómitos cíclicos, aunque en la actualidad no hay estudios concluyentes.
En enero de 2008, la FDA aprobó una forma intravenosa de Aprepitant fosaprepitant que se vende con el nombre comercial de Emend Injection en los Estados Unidos y como Ivemend en otros países.

## Historia
Las náuseas y vómitos inducidos por la quimioterapia es un desagradable efecto secundario experimentado por un 80% de los pacientes sometidos a este tratamiento. A lo largo de la década de los 90, el número de pacientes sometidos a quimioterapia se incrementó significativamente, y con ello la necesidad de minimizar este efecto secundario. Como resultado de ello, a finales de la década, se realizó una investigación para desarrollar un fármaco capaz de reducir la probabilidad de sufrir náuseas, y tras varios años de investigación, Merck & Co. desarrolló el fármaco conocido como Emend. 
La substancia activa de este fármaco es el Aprepitant, cuya efectividad en prevenir los vómitos viene dada por su capacidad para actuar como antagonista del receptor neurokinin 1 (NK1). Este receptor está localizado en el núcleo del tronco del encéfalo del nervio vago y forma parte crucial en la inducción del vómito. Esto se debe a la unión del receptor con la sustancia P, un neurotransmisor

## Estructura y propiedades
El Aprepitant está formado por un núcleo de morfolina con dos substituyentes anexados a anillos de carbono. Estos grupos substituyentes son un grupo feniletanol trifluorometilato y un grupo fluorofenil. El Aprepitant también posee un tercer substituyente (triazolinona) unido al anillo morfolina. Esto significa que el aprepitant está formado por tres anillos quirales muy cercanos que se combinan de forma similar a la de un aminoácido. La fórmula empírica del compuesto es C23H21F7N4O3.
El Aprepitant es un sólido cristalino de color blanco de un peso molecular de 534.43.  Posee una solubilidad en agua muy limitada aunque posee una solubilidad elevada en moléculas no polares como aceites. Esto podría sugerir que es Aprepitant, aunque posee componentes polares, se comporta como una substancia no polar.
- Datos: Q621834
- Multimedia: Aprepitant / Q621834